# Adam Wielomski
Adam Wielomski (* 25. prosince 1972 Varšava) je polský pravicový publicista, konzervativní monarchista, doktor politologie, místopředseda Konzervativně-monarchistického klubu (Klubu Zachowawczo-Monarchistycznego).
Adam Wielomski je antidemokrat, antisocialista, katolický tradicionalista a euroskeptik.
Jeho politické názory jsou založeny především na myšlenkách francouzského filozofa 19. století, Josepha de Maistre. Řadu let spolupracuje s polským pravicovým tiskem – je autorem stovek článků a fejetonů, které vyšly na stránkách týdeníků: Najwyższy Czas! a Myśl Polska, v konzervativním čtvrtletníku Pro Fide Rege et Lege či v měsíčníku Racja Polska. V České republice vyšlo několik jeho článků v konzervativním čtvrtletníku Národní myšlenka.

## Dílo
- Od grzechu do Apokatastasis. Historiozofia Josepha de Maistre'a Lublin, r.1999.
- Dekalog konserwatysty Varšava, r. 2006.
- Hiszpania Franco. Źródła i istota doktryny politycznej Biała Podlaska, r. 2006.